# Gabriel Torje
Gabriel Andrei Torje (ur. 22 listopada 1989 w Timișoarze) – piłkarz rumuński grający na pozycji prawego pomocnika. Od 2022 roku jest zawodnikiem klubu Farul Constanca.

## Kariera klubowa
Karierę piłkarską Torje rozpoczął w klubie CFR Timișoara. W 2005 roku awansował do kadry pierwszej drużyny i wtedy też zadebiutował w nim w drugiej lidze rumuńskiej. W 2006 roku odszedł do pierwszoligowej Politehniki Timișoara. 28 kwietnia 2006 roku zadebiutował w niej w zremisowanym 0:0 domowym meczu z FC Argeș Pitești. W Politehnice występował do końca 2007 roku.
Na początku 2008 roku Torje przeszedł do Dinama Bukareszt za 2,7 miliona euro, w którym swój debiut zanotował 22 lutego 2008 w wygranym 2:1 domowym meczu z Ceahlăulem Piatra Neamț. Od czasu debiutu jest podstawowym zawodnikiem Dinama.
W sierpniu 2011 przeszedł do włoskiego klubu Udinese Calcio
W sezonie 2012/2013 występował w Granadzie, do której został wypożyczony z Udinese Calcio. W sezonie 2013/2014 był wypożyczony do RCD Espanyol, a w sezonie 2014/2015 - do Konyasporu. Latem 2015 wypożyczono go do Osmanlısporu. W 2016 przeszedł do Tereku Grozny. W 2017 został wypożyczony do klubu Kardemir Karabükspor, a w 2018 do Dinama Bukareszt.
| Sezon   | Klub                  | Kraj      | Rozgrywki        | Mecze | Bramki |
| ------- | --------------------- | --------- | ---------------- | ----- | ------ |
| 2005/06 | CFR Timișoara         | Rumunia   | Divizia B        | 8     | 1      |
| 2005/06 | Politehnica Timișoara | Rumunia   | Divizia A        | 5     | 1      |
| 2006/07 | Politehnica Timișoara | Rumunia   | Divizia A        | 15    | 0      |
| 2007/08 | Politehnica Timișoara | Rumunia   | Liga I           | 17    | 1      |
| 2007/08 | Dinamo Bukareszt      | Rumunia   | Liga I           | 15    | 1      |
| 2008/09 | Dinamo Bukareszt      | Rumunia   | Liga I           | 30    | 3      |
| 2009/10 | Dinamo Bukareszt      | Rumunia   | Liga I           | 29    | 3      |
| 2010/11 | Dinamo Bukareszt      | Rumunia   | Liga I           | 29    | 9      |
| 2011/12 | Dinamo Bukareszt      | Rumunia   | Liga I           | 3     | 1      |
| 2011/12 | Udinese Calcio        | Włochy    | Serie A          | 21    | 2      |
| 2012/13 | Granada CF (wyp.)     | Hiszpania | Primera División | 34    | 3      |
| 2013/14 | RCD Espanyol (wyp.)   | Hiszpania | Primera División | 12    | 0      |
| 2014/15 | Konyaspor (wyp.)      | Turcja    | Süper Lig        | 26    | 5      |
| 2015/16 | Osmanlıspor (wyp.)    | Turcja    | Süper Lig        | 25    | 3      |
| 2016/17 | Terek Grozny          | Rosja     | Priemjer-Liga    | 11    | 0      |
| 2017/18 | Kardemir Karabükspor  | Turcja    | Süper Lig        | 15    | 3      |
| 2017/18 | Dinamo Bukareszt      | Rumunia   | Liga I           |       |        |

## Kariera reprezentacyjna
W swojej karierze Torje występował w reprezentacji Rumunii U-21. W dorosłej reprezentacji zadebiutował 3 września 2010 roku w zremisowanym 1:1 meczu eliminacji do Euro 2012 z Włochami.